# ウィンチ作戦
ウィンチ作戦 (Operation Winch) は、イギリス軍が第二次世界大戦中に行ったマルタへの戦闘機輸送作戦の一つ。1941年4月に実行され、空母アーク・ロイヤルにより12機のハリケーン戦闘機が運ばれた。
作戦参加艦艇は空母アーク・ロイヤル、巡洋戦艦レナウン、駆逐艦フォークナー、フィアレス、フォアサイト、フュリー、フォーチュンであり、4月1日にジブラルタルから出撃した。4月3日にハリケーンがアーク・ロイヤルから発進し、全機マルタに着いた。4月4日にジブラルタル帰投。